# Krumovo, Kiustendil
Krumovo (în bulgară Крумово) este un sat în comuna Kocerinovo, regiunea Kiustendil,  Bulgaria. 

## Demografie
Componența etnică a satului Krumovo
     Bulgari (100%)
     Nicio identificare (0%)
     Altele (0%)
La recensământul din 2011, populația satului Krumovo era de 70 locuitori. Din punct de vedere etnic, toți locuitorii erau bulgari.